# Atletica leggera ai Giochi della XXIII Olimpiade - 400 metri piani maschili

Video della Finale

I 400 metri piani hanno fatto parte del programma maschile di atletica leggera ai Giochi della XXIII Olimpiade. La competizione si è svolta nei giorni 4-8 agosto 1984 al «Memorial Coliseum» di Los Angeles.

## Presenze ed assenze dei campioni in carica
| Competizione      | Atleta        | Prestazione | Los Angeles 1984 |
| ----------------- | ------------- | ----------- | ---------------- |
| Olimpiadi 1980    | Viktor Markin | 44”60       | URSS assente     |
| Commonwealth 1982 | Bert Cameron  | 45”89       | Presente         |
| Europei 1982      | Hartmut Weber | 44”72       | Assente          |
| Asiatici 1982     | Susumu Takano | 46”65       | Presente         |
| Panamericani 1983 | Cliff Wiley   | 45”02       | Non qual.        |
| Africani 1982     | Amadou Dia Bâ | 45”80       | Solo 400 hs      |
| Mondiali 1983     | Bert Cameron  | 45”05       | Presente         |

1. ↑  Per il boicottaggio.

## La gara
Bert Cameron, il campione mondiale, rinuncia dopo le batterie.

Nonostante la sua assenza la specialità ha molti protagonisti: già nei Quarti, due atleti, Antonio McKay e Darren Clark, vanno sotto i 45".

La prima semifinale è vinta da Innocent Egbunike con 45"16. Nella seconda semifinale, scendono sotto il limite dei 45" addirittura in tre: Gabriel Tiacoh (44"64), Sunday Uti (44"83) e Antonio McKay (44"92).

Si preannuncia una finale ad alto livello, con gli americani favoriti e l'ivoriano Tiacoh come possibile sorpresa.
Tiacoh si mette in evidenza conducendo tutta la prima parte della gara; sul rettilineo finale lo statunitense Alonzo Babers, il secondo dei Trials, lo supera e agguanta l'oro. Nella classifica finale si contano sei tempi sotto i 45 secondi. È stata la finale più veloce della storia.
Babers ha mancato di un solo centesimo il "mondiale" sulla distanza a livello del mare (44"26), stabilito da Alberto Juantorena ai Giochi di Montréal.

## Risultati

### Turni eliminatori
| 10 Batterie        | 4 agosto | 76 partenti   | Si qualificano i primi 3 + i 2 migliori tempi. |
| 4 Quarti di finale | 5 agosto | 8 + 8 + 8 + 8 | Si qualificano i primi 4.                      |
| 2 Semifinali       | 6 agosto | 8 + 8         | Si qualificano i primi 4.                      |
| Finale             | 8 agosto | 8 concorrenti |                                                |

### Finale
| Pos | Paese          | Atleta         | Tempo |
| --- | -------------- | -------------- | ----- |
|     | Stati Uniti    | Alonzo Babers  | 44”27 |
|     | Costa d'Avorio | Gabriel Tiacoh | 44”54 |
|     | Stati Uniti    | Antonio McKay  | 44”71 |